# Гантаун (Мисисипи)
Гантаун (енгл. Guntown) град је у америчкој савезној држави Мисисипи.

## Демографија
По попису из 2010. године број становника је 2.083, што је 900 (76,1%) становника више него 2000. године.
| Група             | 2000.       | 2010.         |
| Белци             | 882 (74,6%) | 1.637 (78,6%) |
| Афроамериканци    | 286 (24,2%) | 348 (16,7%)   |
| Азијати           | 4 (0,3%)    | 8 (0,4%)      |
| Хиспаноамериканци | 12 (1,0%)   | 48 (2,3%)     |
| Укупно            | 1.183       | 2.083         |